# Saryaghasch
Saryaghasch (kasachisch Сарыағаш; russisch Сарыагаш Saryagasch) ist eine Stadt im Gebiet Türkistan mit etwa 38.000 Einwohnern.

## Geographische Lage
Die Stadt liegt an den Ufern des Keles unweit der kasachisch-usbekischen Grenze und ist 15 km von der usbekischen Hauptstadt Taschkent entfernt.

## Geschichte
1945 bekam Saryaghasch die Stadtrechte verliehen.

## Administrative Zuordnung
Die Stadt Saryaghasch ist das administrative Zentrum des Gemeindebezirkes Saryaghasch (russ. Сарыагашский район).

## Bevölkerung
Bei der Volkszählung 1999 wurde für Saryaghasch eine Einwohnerzahl von 25.914 Menschen angegeben. Bei der Volkszählung im Jahr 2009 hatte der Ort 38.848 Einwohner. Bei der letzten Volkszählung 2021 lebten 59.606 Menschen in Saryaghasch. Zum 1. Januar 2025 ergab die Fortschreibung der Bevölkerungszahlen eine Einwohnerzahl von 63.308 Menschen.
| Einwohnerentwicklung               | Einwohnerentwicklung | Einwohnerentwicklung | Einwohnerentwicklung | Einwohnerentwicklung | Einwohnerentwicklung | Einwohnerentwicklung |
| 1959                               | 1970                 | 1979                 | 1989                 | 1999                 | 2009                 | 2021                 |
| ---------------------------------- | -------------------- | -------------------- | -------------------- | -------------------- | -------------------- | -------------------- |
| 7.842                              | 18.740               | 22.228               | 28.739               | 25.914               | 38.848               | 59.606               |
| Anmerkung: Volkszählungsergebnisse |                      |                      |                      |                      |                      |                      |

## Verkehr
Durch Saryaghasch verläuft die Fernstraße A15.
Der Bahnhof der Stadt liegt an der Trans-Aral-Eisenbahn.

## Söhne und Töchter der Stadt
- Darchan Assadilow (* 1987), Karateka